# Mercè Rodoreda
Mercè Rodoreda i Gurguí, född 10 oktober 1908 i Barcelona, död 13 april 1983 i Girona, var en spansk (katalansk) författare. Hon debuterade under 1930-talet men tvangs efter spanska inbördeskriget fly landet. Därefter tillbringade hon ett 20-tal år i exil i Frankrike och Schweiz.
Rodoreda betecknas ofta som efterkrigstidens viktigaste katalanska romanförfattare, inte minst genom 1962 års Diamanttorget. Framgångarna för denna psykologiska krigsskildring sammanföll med en renässans för katalansk kultur, och boken har översatts till ett 20-tal språk.

## Biografi

### Bakgrund och exil
Mercè Rodoreda föddes 1908 som enda barnet. Familjen bodde i Barcelonadistriktet Sant Gervasi, och den unga flickan började redan tidigt skriva för katalanska dagstidningar och tidskrifter som Mirador, La Rambla och La Publicitat. Under 1930-talet publicerade hon ett antal romaner med psykologisk betoning; 1932 kom bland annat Sóc una dona honrada? ('Är jag en ärbar kvinna?'), 1934 Del que hom no pot fugir ('Från honom kan man inte fly') och 1935 Crim ('Brottet').
Hon arbetade under spanska inbördeskriget för Kataloniens regionalregering, bland annat som korrekturläsare. Januari 1939 tvangs hon gå i exil, tillsammans med ett antal andra katalanska kulturarbetare. Fram till Tysklands invasion av Frankrike var hon bosatt i Paris och därefter på olika platser i södra Frankrike. Hon försörjde sig bland annat som sömmerska och författare av noveller.
Efter kriget återvände Rodoreda till Paris, där hon umgicks med andra exilkatalaner och fortsatte sitt novellskrivande och författande av en del poesi. Trots vissa hälsoproblem (partiell förlamning i höger arm) kunde hon fortsätta med sitt skrivande och prövade även under en tid på måleri.

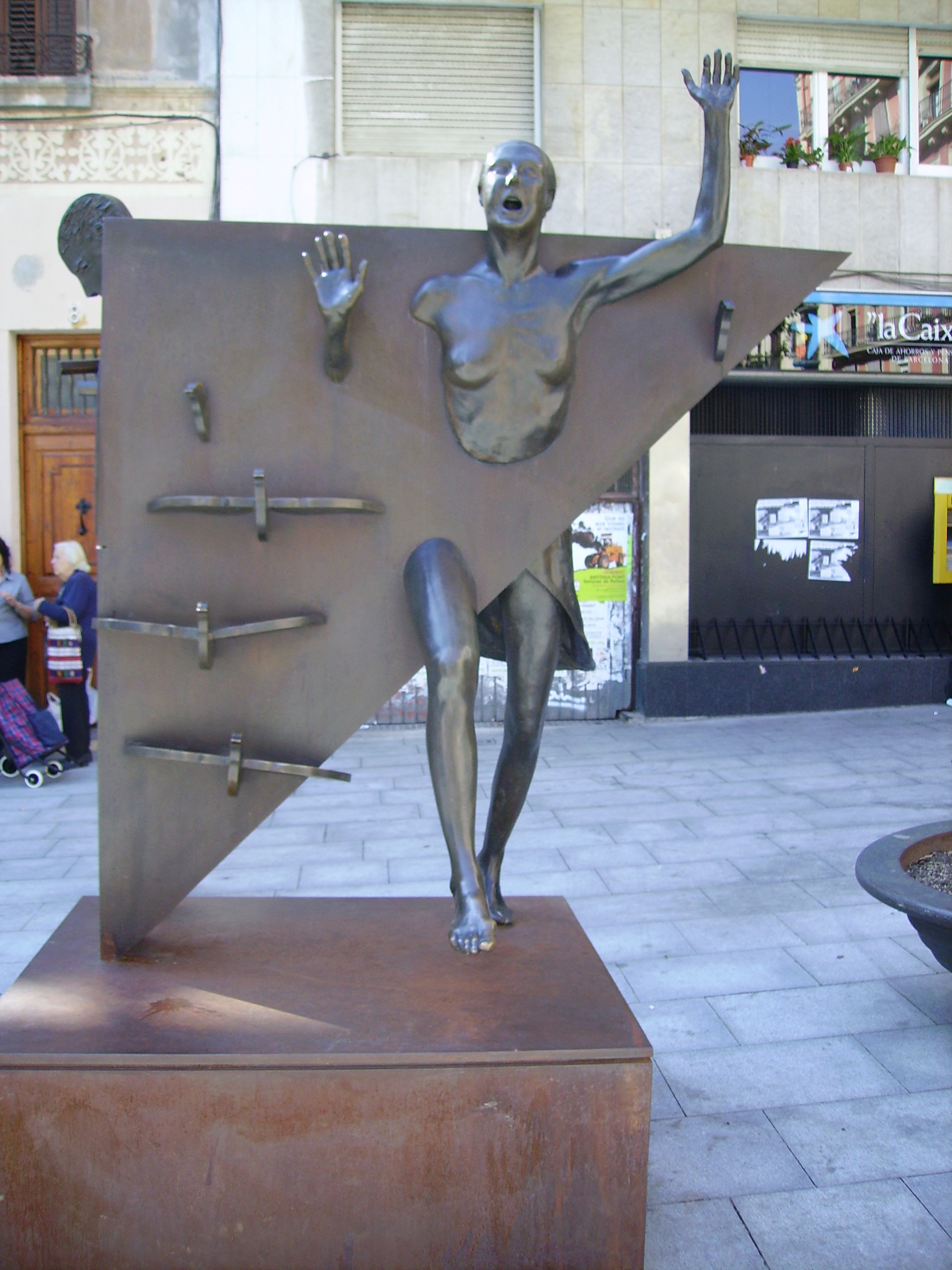
Skulpturen La Colometa (= Natàlia från romanen Diamanttorget) står på Barcelonas Plaça del Diamant.

Rodoreda hade redan under kriget inlett en relation med sin exilkatalanske landsman Joan Prat (senare känd som journalist och författare under pseudonymen Armand Obiols). Sedan denne i början av 1950-talet bosatt sig i Genève för sitt arbete som översättare för Unesco, flyttade Rodoreda så småningom (1954) efter. Rodoreda, som under sina utlandsår fortsatt att publicera ofta prisbelönta texter på katalanska, belönades 1956 med "Premi Joan Santamaria" (det första katalanska litteraturpriset under Francos regim, utdelat i hemlighet i Barcelona). Året efter fick hon "Premi Víctor Català", för en novellsamling skriven under exilen, något som sporrade henne till en förnyad kreativ satsning.

### Diamanttorget
1959 började Mercè Rodoreda skriva på romanen Colometa ('Den lilla duvan'). Den outgivna boken kandiderade 1960 till "Premi Sant Jordi", ett pris som den inte vann, och kom slutligen tre år senare ut under titeln La plaça del Diamant (svenska: Diamanttorget).
Den här historien om Barcelonabon Natàlia och hennes Quimet och deras liv före, under och efter inbördeskriget har blivit omskriven för sitt starka kvinnoporträtt och sin stilististiska träffsäkerhet. När boken kom 1962 sammanföll den med en begynnande renässans för katalansk kultur efter mer än två årtiondens francoistiskt förtryck. Boken har översatts till ett 20-tal språk och har två gånger kommit ut på svenska – 1989 och 2014. Redan 1965 översattes den till spanska, och under de följande åren följde utgåvor på bland annat engelska, italienska, franska, japanska och vietnamesiska.
Bokens Plaça del Diamant finns i verkligheten. Det ligger i stadsdelen Gràcia – nära Plaça de Catalunya och strax ovanför Ramblan. Rodoreda har själv bott i närheten. På torget står numera "La Colometa" (Natàlia) staty.

### Senare år
Diamanttorgets växande berömmelse gav ett förnyat intresse för Rodoredas litteratur. 1966 års El carrer de les Camelies (svenska: Kameliagatan) belönades med "Premi Ramon Llull", medan Mirall trencat (1974; svenska: Krossad spegel) uppmärksammades för sin episka bredd och psykologiska djup. Under 1970-talet påbörjades en utgivning av Rodoredas samlade verk, och 1976 lades den första doktorsavhandlingen om Rodoredas författarskap fram. 1978 bearbetades romanen Aloma (ursprungligen utgiven 1938) till en TV-serie, vilket fyra år senare följdes av en filmversion av Diamanttorget.

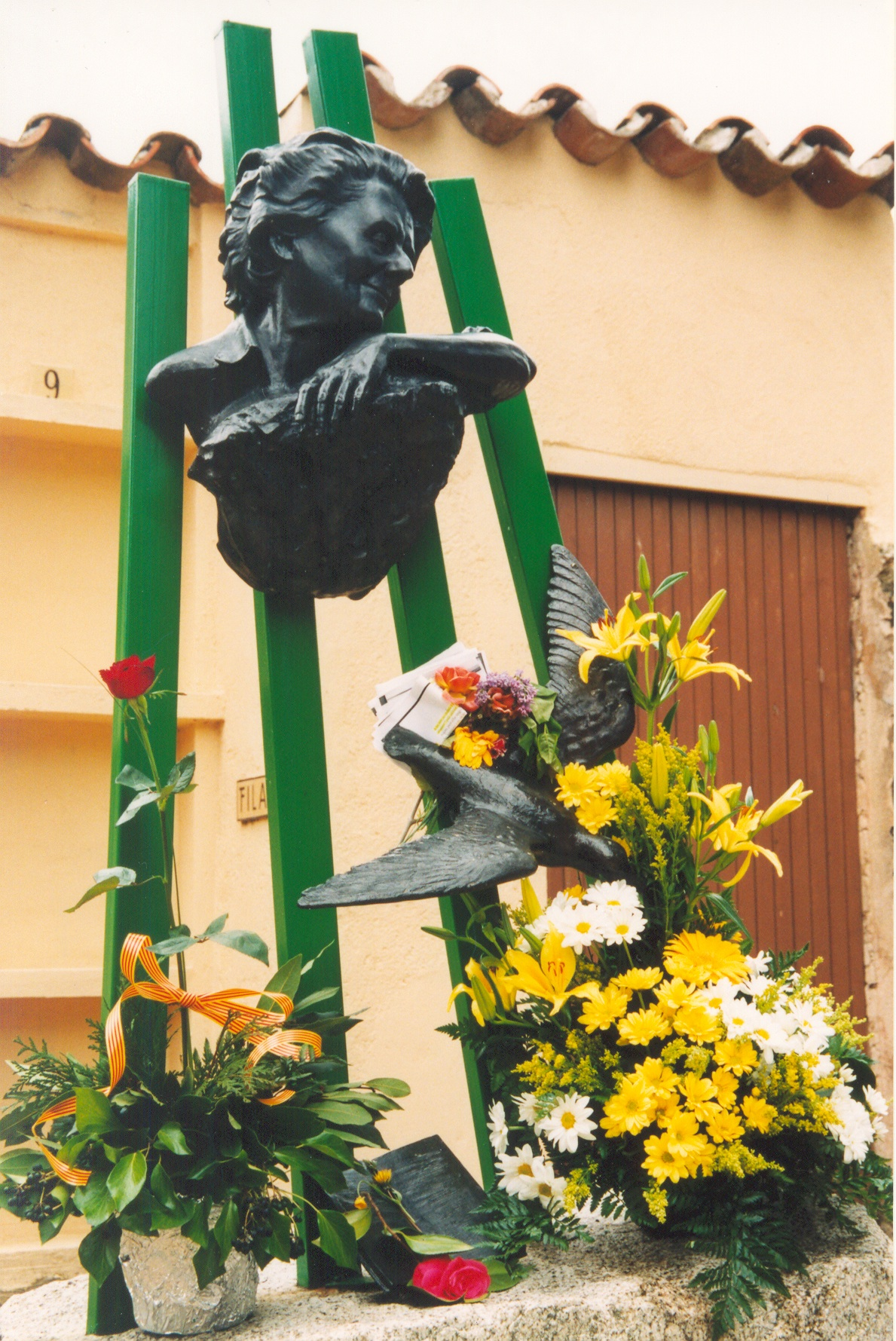
Rodoredas grav i Romanyà de la Selva i Katalonien.

Rodoredas livskamrat Obiols avled 1971; paret var då bosatt i Wien. Året efter flyttade hon tillbaka till Katalonien. Mercè Rodoreda avled 1983, vid 74 års ålder, och bodde då i Girona.

## Relationer
Mercè Rodoredas fjorton år äldre morbror Joan Gurguí Guardià utvandrade 1908 till Argentina och återvände 1919. Den unga Mercè, som under de mellanliggande åren börjat skapa sig en idolbild av morbrodern, gifte sig 1928 – på sin 20-årsdag – med honom. På grund av det nära släktskapet krävdes en påvlig dispens för att äktenskapet skulle få giltighet. De separerade 1937. Parets ende son gifte sig 1954. Under exilen sammanlevde hon (med vissa avbrott) med Armand Obiols fram till dennes död 1971.

## Betydelse och eftermäle
Mercè Rodoreda, som under karriären skrev alla sina verk på katalanska, har haft en stor betydelse för 1900-talets katalanska litteratur. Hon skrev sina första verk under 1930-talets första katalanska frihetsperiod och fortsatte sitt författarskap under exilen, i de publikationer som fanns att tillgå. I 1960-talets relativa politiska töväder i Spanien var Rodoreda en av de främsta företrädarna för en självständig katalansk litteratur. Diamanttorget gav henne dessutom internationell berömmelse.
Rodoreda har lovordats både för det psykologiska djupet i berättelserna och för den lyriska tonen som töjde på realismens gränser. Hon byggde upp en tidlös värld med närmast mytiska ramar. Mercè Rodoreda fick ta emot i stort sett alla tillgängliga katalanska litteraturpriser och räknas ofta som efterkrigstiden viktigaste katalanska författare, liksom som en av 1900-talets stora och mest personliga europeiska författare. Gabriel García Márquez ansåg att Diamanttorget var den vackraste romanen som utkommit i Spanien sedan inbördeskriget. "Premi Víctor Català" (med namn efter Caterina Alberts nom de plume) gavs 1957 till Rodoreda; från och med 1998 är det här novellpriset än mer förknippat med henne, i och med att det då bytte namn till "Premi Mercè Rodoreda de contes i narracions" ('Mercè Rodoreda-priset för noveller och berättelser').
Sina tidigaste romaner såg hon senare på med nya ögon. Hon var så missnöjd med dem att hon lät förbjuda återutgivningen av alla 30-talsböckerna utom en (1938 års Aloma).
Under senare år har Rodoreda även börjat uppmärksammas för den handfull teaterpjäser (varav två på 1950-talet och resten under senare år) hon författat.

### Romaner
| Tryckår | Titel                       | Svensk utgåva eller 'titelöversättning'           | Noter                                                                               |
| ------- | --------------------------- | ------------------------------------------------- | ----------------------------------------------------------------------------------- |
| 1932    | Sóc una dona honrada?       | 'är jag en ärbar kvinna?'                         |                                                                                     |
| 1934    | Del que hom no pot fugir    | 'honom kan man inte fly från'                     |                                                                                     |
| 1934    | Un dia en la vida d'un home | 'en dag i en människas liv'                       |                                                                                     |
| 1936    | Crim                        | 'brott'                                           |                                                                                     |
| 1938    | Aloma                       | 1994: Aloma. Fischer. ISBN 91-7054-721-1          |                                                                                     |
| 1962    | La plaça del Diamant        | 1989: Diamanttorget. Fischer. ISBN 91-7054-575-8  | sv. nyutgåva 2014: Diamanttorget. Norstedts klassiker. Norstedt. ISBN 9789113055848 |
| 1966    | El carrer de les Camèlies   | 1992: Kameliagatan. Fischer. ISBN 91-7054-682-7   |                                                                                     |
| 1967    | Jardí vora el mar           | 'trädgård nära havet'                             |                                                                                     |
| 1974    | Mirall trencat              | 1991: Krossad spegel. Fischer. ISBN 91-7054-644-4 |                                                                                     |
| 1980    | Quanta, quanta guerra…      | 'så mycket krig…'                                 |                                                                                     |
| 1987    | La mort i la primavera      | 'döden och våren'                                 |                                                                                     |
| 1991    | Isabel i Maria              | 'Isabel och Maria'                                |                                                                                     |

### Novellsamlingar
- 1958 – Vint-i-dos contes ('Tjugoen noveller')
- 1967 – La meva Cristina i altres contes ('Min Cristina och andra noveller')
- 1978 – Semblava de seda i altres contes ('Verkade vara av siden och andra noveller')
- 1979 – Tots els contes ('Alla novellerna')
- 1980 – Viatges i flors ('Resor och blommor')

### Diktsamlingar
- Món d'Ulisses ('Odysseus värld')
- Albes i nits ('Gryningar och nätter')
- D'amor i de mort ('Av kärlek och död')
- Illa dels lliris vermells ('De röda liljornas ö')
- Bestioles ('Småkryp')

## Källhänvisningar
1. ↑  "Catalan literature – After 1950". Britannica.com. Läst 10 september 2014. (engelska)
2. ↑  "Mercè Rodoreda i Gurguí". Enciclopedia.cat. Läst 9 september 2014. (katalanska)
3. 1 2 3  "1928 - 1938". Arkiverad 4 december 2013 hämtat från the Wayback Machine. Mercerodoreda.cat. Läst 9 september 2014. (engelska)
4. 1 2  "1939 - 1953". Arkiverad 5 december 2013 hämtat från the Wayback Machine. Mercerodoreda.cat. Läst 9 september 2014. (engelska)
5. 1 2  "1954 - 1959". Arkiverad 4 december 2013 hämtat från the Wayback Machine. Mercerodoreda.cat. Läst 9 september 2014. (engelska)
6. 1 2 3 4  "1960 - 1970". Arkiverad 4 december 2013 hämtat från the Wayback Machine. Mercerodoreda.cat. Läst 9 september 2014. (engelska)
7. 1 2 3 4  Almqvist, Thomas (2014-09-09): "Att leva och att älska". NT.se. Läst 9 september 2014.
8. 1 2 3  "1971 - 1983". Arkiverad 2 december 2013 hämtat från the Wayback Machine. Mercerodoreda.cat. Läst 9 september 2014. (engelska)
9. ↑  "1908 - 1921". Arkiverad 2 december 2013 hämtat från the Wayback Machine. Mercerodoreda.cat. Läst 9 september 2014. (engelska)
10. ↑  ”Biografia” (på katalanska). Fundació Mercè Rodoreda. https://www.mercerodoreda.cat/biografia. Läst 27 januari 2021.
11. 1 2  "Pòrtic". Escriptors.cat. Läst 9 september 2014. (katalanska)
12. ↑  "Mercè Rodoreda". Arkiverad 13 april 2014 hämtat från the Wayback Machine. lletra.cat. Läst 9 september 2014. (engelska)
13. 1 2  "Mercè Rodoreda". Arkiverad 1 januari 2015 hämtat från the Wayback Machine. Gencat.cat. Läst 9 september 2014. (katalanska)
14. ↑  Arnau, Carme (2007-04): "Mercè Rodoreda". Visat #2, Visat.cat. Läst 10 september 2014. (katalanska)
15. 1 2  Maria Isidra Mencos (2004): Mercè Rodoreda: A Selected and Annotated Bibliography (1963-2001), s. V. Scarecrow Press, ISBN 0-8108-5000-1. Läst 10 september 2014. (engelska)
16. ↑  Graham, Belinda (2014-08-27): "Duvor, duvskit, selektiva minnen och den vackraste romanen efter det spanska inbördeskriget". Arkiverad 10 september 2014 hämtat från the Wayback Machine. Tidningenkulturen.se. Läst 9 september 2014.
17. ↑  "premi Mercè Rodoreda". Enciclopedia.cat. Läst 10 september 2014. (katalanska)
18. ↑  D. Sam Abrams (2014-02-21): "http://www.elpuntavui.cat/noticia/article/5-cultura/19-cultura/717350-una-altra-rodoreda.html". Elpuntavui.cat. Läst 10 september 2014. (katalanska)